# 基斯頓·高美斯
基斯頓·高美斯（西班牙語：Christian Gómez，1974年11月7日—），出生於阿根廷布宜諾斯艾利斯，為現役阿根廷足球運動員，司職中場，現效力美職聯球會科羅拉多急流。

## 足球生涯

### 初期
高美斯17歲時於阿根廷球會新芝加哥（Nueva Chicago），那時球隊正身處於乙組聯賽。他1996年離隊，合共出戰155場並射入46球。1997年，高美斯加盟阿根廷傳統勁旅獨立隊，直至1999年，他為球隊上陣80場並射入12球。1999年中期，他轉會至小阿根廷人，直至1999/00球季完結。高美斯返回芝加哥紐華，並助該隊升上甲組聯賽，他上陣63場射入14球。2002年他待在獨立隊一段短時間，便轉會沙蘭迪兵工廠，從2002至2004年他合共上陣30場，僅射入6球。

### 美職聯
在接近2004年球季季尾，高美斯加盟美職聯的華盛頓聯隊，該隊在幾年前始對他感到興趣。高美斯為聯隊出戰了9場常規賽，和隊友占美·摩連奴非常合拍，加強了球隊的攻力，終取得4個入球。助球隊進入美職盃。2005年，高美斯射入11球及取得9個助攻，入選美職聯最佳11人。2006年高美斯贏得美職聯最佳球員殊榮。2007年球季，高美斯正選上陣27場並射入10球並交出9次助攻。高美斯於2005、2006和2007年連續3年入選明星賽。
2008年2月8日他轉會至科羅拉多急流。為球隊上陣了20場，取得3個入球並貢獻6次助攻。但球隊未能進入季球賽。

## 美職聯統計數字
資料來源：MLS美職聯官方網頁，最後更新於 2008年12月27日 (日) 11:30 (UTC)
| 球會         | 球季 | 常規賽 | 常規賽 | 常規賽 | 季後賽 | 季後賽 | 季後賽 | 明星賽 | 明星賽 | 明星賽 | 合計 | 合計 | 合計 |
| 球會         | 球季 | 上陣   | 入球   | 助攻   | 上陣   | 入球   | 助攻   | 上陣   | 入球   | 助攻   | 上陣 | 入球 | 助攻 |
| ------------ | ---- | ------ | ------ | ------ | ------ | ------ | ------ | ------ | ------ | ------ | ---- | ---- | ---- |
| 華盛頓聯隊   | 2004 | 9      | 4      | 0      | 4      | 1      | 0      | 0      | 0      | 0      | 13   | 5    | 0    |
| 華盛頓聯隊   | 2005 | 31     | 11     | 9      | 2      | 0      | 0      | 1      | 0      | 0      | 34   | 11   | 9    |
| 華盛頓聯隊   | 2006 | 30     | 14     | 11     | 3      | 2      | 0      | 1      | 0      | 0      | 33   | 16   | 12   |
| 華盛頓聯隊   | 2007 | 27     | 10     | 9      | 2      | 1      | 1      | 1      | 1      | 0      | 30   | 12   | 10   |
| 科羅拉多急流 | 2008 | 20     | 3      | 6      | 0      | 0      | 0      | 1      | 1      | 0      | 21   | 4    | 7    |